# Gemmula concinna
Gemmula concinna é uma espécie de gastrópode do gênero Gemmula, pertencente a família Turridae.